# Адам Шанкман
Адам Мајкл Шанкман (енгл. Adam Michael Shankman; Лос Анђелес, 27. новембар 1964) амерички је филмски редитељ, продуцент, сценариста, плесач, аутор, глумац и кореограф.

## Детињство и младост
Рођен је у Лос Анђелесу, у јеврејској породици више средње класе. Син је Филис и Неда Шанкмана. Добио је сестру Џенифер када је имао четири године. Образовање је завршио у Њујорку.

## Приватни живот
Изјашњава се као хомосексуалац.

## Филмографија
| Година | Српски назив        | Изворни назив | Редитељ | Извршни продуцент |
| ------ | ------------------- | ------------- | ------- | ----------------- |
| 2001.  | Непланирано венчање |               | Да      | Не                |
| 2002.  | Шетња за памћење    |               | Да      | Не                |
| 2003.  | Распад система      |               | Да      | Не                |
| 2005.  | Миротворац          |               | Да      | Да                |
| 2005.  | Што више то боље 2  |               | Да      | Да                |
| 2007.  | Лак за косу         |               | Да      | Да                |
| 2008.  | Приче за лаку ноћ   |               | Да      | Да                |
| 2012.  | Време рока          |               | Да      | Да                |
| 2019.  | Шта мушкарци желе   |               | Да      | Да                |
| 2022.  | Хокус-покус 2       |               | Не      | Да                |
| 2022.  | Зачарана 2          |               | Да      | Да                |